# Hegemony: Philip of Macedon
Hegemony: Philip of Macedon (рус. Гегемония: Филипп Македонский) — компьютерная игра в жанре стратегии в реальном времени, которую разработала компания Longbow Digital Arts для платформы Windows. Игра была выпущена на сервисе цифровой дистрибуции Steam.
Игра была разработана компанией из 5 разработчиков.
В 2011 году была опубликована переработанная и расширенная версия под названием Hegemony Gold: Wars of Ancient Greece.

## Игровой процесс
Действие игры посвящено войне Филиппа II Македонского за объединение Древней Греции.
Игровой процесс разворачивается на тактической карте, отображающей территорию Древней Эллады. Игрок может заниматься набегами на своих противников, осаждать города и устраивать блокаду.
Для поддержания существующего войска его нужно снабжать ресурсами. Воинские отряды могут перестраиваться в различные формации, что влияет на уровень их атаки и защиты.
Во время битвы армия, у которой сильнее понизилась мораль, начинает отступление, в ходе которого победитель может захватить вражеских воинов в рабство, для последующей работы в рудниках и при строительстве фортов.
В игре также присутствует флот, который может захватывать вражеских купцов и перемещать войска.

## Рецензии
Крупнейший российский портал игр Absolute Games поставил игре 70 %. Обозреватель отметил интересный игровой процесс, к недостаткам была отнесена слабая графика. Вердикт: «Устаревшая графика и ряд необходимых упрощений не мешают наслаждаться этой в меру оригинальной и удивительно цельной игрой. Вряд ли у многих хватит усидчивости пройти Hegemony до самого конца, но с тем, что она способна доставить немало приятных часов, не поспоришь».

## Ссылка
- Официальный сайт игры